# 京都教育大学
京都教育大学（きょうときょういくだいがく、英語: Kyoto University of Education）は、京都府京都市伏見区深草藤森町1番地に本部を置く日本の国立大学。1876年創立、1949年大学設置。略称は京教、京教大、KUE。

## 概観

### 大学全体
1876年創立の京都府師範学校と1944年設立の京都青年師範学校が包括され、1949年に新制京都学芸大学が設置された。1966年に京都教育大学に改称、学芸学部も教育学部に改称された。2004年に法人化された。設置者は国立大学法人京都教育大学。

### 大学の目的
学芸についての深い研究と指導とをなし、教養高き人としての知識、情操、態度を養い、併せて教育者として必要な能力を得させることを目的としている。「人を育てる知の創造と実践を担う大学」を標榜し、教育学部を擁する単科大学として、深い研究を通した質の高い教育を為すとともに、教育に関する新しい知の創造と実践によって地域及び国際社会に貢献し、併せて責任と使命を自覚した実践力のある教員及び広く教育に携わる専門家を養成することを目指している。そのため、科学・芸術・スポーツなどの広い学芸を対象として、知を生み出す基礎研究、その成果を教育に活かす応用研究、さらに教育の場につなげる実践研究などの学術研究を推進することを目的としている。

## 沿革

### 略歴
教員養成課程の他に、1988年に総合科学課程（卒業に教員免許取得の義務を課さない課程、いわゆるゼロ免課程）を設けていたが、2006年にその総合科学課程の学生定員140名を学校教育教員養成課程に振り替え、学生定員の300名すべてを教員養成とする学部改組を行う。基本的に小学校の教員免許が必須取得で、加えて幼稚園あるいは中学校の専攻の教員免許を取得する。
隣接する藤森神社から連なる緑に覆われた大学で、多くの種類の野鳥が棲息し、樹木の種類も多かった。全国の国立大学の中で緑被率は2番目に高いといわれていた。
2005年4月に寺田光世が学長に就任した後に、京都府内の私立大学（同志社女子大学、京都産業大学、京都女子大学、佛教大学、立命館大学）と連携して開発した教育プログラム「連合大学院による教員養成高度化京都モデル」が文部科学省の「資質の高い教員養成推進プログラム（教員養成GP）」に採択され、同志社大学と龍谷大学も加わった連合教職大学院（連合教職実践研究科）を2008年度より立ち上げた。
また、2005年度（平成17年度）には現代的教育ニーズ取組支援プログラムとして大学の取り組み「知的財産創造・活用力を育成する教員の養成」が採択されている。
2009年2月に京都教育大学集団準強姦事件が発生し、同年8月31日に寺田は学長を辞任した。
2009年10月1日に位藤紀美子が学長に就任した。位藤は京都教育大学では最初の女性学長となった。2021年時点の学長は太田耕人である。

## 基礎データ

### 所在地
- 藤森学舎（京都府京都市伏見区深草藤森町1番）
- 第二学舎地区（京都市伏見区深草越後屋敷町112番）

### 象徴
- シンボルマークは、京都 (Kyoto) と教育 (kyoiku) の頭文字 k を樹木をかたどってデザインしたもので、自然あふれるキャンパスを表している。
- ユニバーシティカラーは紫色で、古来、位の高い貴族が着用した色であるとともに、現在大学がある藤森の地名だけでなく、本学の前身である師範学校の学生寮（京都府師範学校「紫郊寮」、京都府女子師範学校「露草寮」）の名前とも縁の深い色である。
- マスコットキャラクターは殻から出ようとしている雛をモチーフとした「そったくん」である。これは「啐啄同時（そったくどうじ）」という禅の教えに由来している。

## 教育および研究

### 組織

#### 学部
- 教育学部
  - 学校教育教員養成課程
    - 教育学専攻
    - 幼児教育専攻
    - 発達障害教育専攻
    - 国語領域専攻
    - 社会領域専攻
    - 英語領域専攻
    - 数学領域専攻
    - 理科領域専攻
    - 技術領域専攻
    - 家庭領域専攻
    - 美術領域専攻
    - 音楽領域専攻
    - 体育領域専攻

#### 大学院
- 教育学研究科（修士課程）
  - 学校教育専攻
    - 学校教育専修[8]
      - 教育学・幼児教育学コース
      - 教育・発達心理学コース
      - 教育臨床心理学コース

  - 障害児教育専攻
    - 障害児教育専修

  - 教科教育専攻
    - 国語教育専修
    - 数学教育専修
    - 理科教育専修
    - 社会科教育専修
    - 英語教育専修
    - 音楽教育専修
    - 美術教育専修
    - 保健体育専修
    - 技術教育専修
    - 家政教育専修
- 連合教職実践研究科（専門職学位課程。京都光華女子大学、京都産業大学、京都女子大学、京都橘大学、京都ノートルダム女子大学、同志社大学、同志社女子大学、佛教大学、龍谷大学との連合教職大学院で、基幹校は京都教育大学。京都府教育委員会、京都市教育委員会とも連携）
  - 学校臨床力高度化系教職実践専攻
    - 初任期教員養成コース
    - 中核教員・リーダー教員養成コース

  - 教科研究開発高度化系
    - 人間発達探求コース
    - 教科学習探求コース

#### 専攻科
- 特別支援教育特別専攻科
主として現職教員を対象とし、修業年限は1年。

#### 附属機関
- 附属図書館
- 研究所
  - 教育支援センター
  - 環境教育実践センター
  - 特別支援教育臨床実践センター
  - 教育臨床心理実践センター
  - 教職キャリア高度化センター
  - 情報処理センター
  - 教育資料館（まなびの森ミュージアム）
- 保健管理センター

## 学生生活

### 学園祭
京都教育大学学園祭実行委員会が運営する藤陵祭と呼ばれる学園祭があり、11月頃に行われる。

## 施設

### キャンパス

#### 藤森学舎
- 使用学部：教育学部
- 使用研究科：大学院連合教職実践研究科
- 使用附属施設：附属図書館、講堂、体育館など
- 交通アクセス：
  - JR奈良線「JR藤森駅」下車、徒歩約3分。
  - 京阪本線「墨染駅」下車、徒歩約7分。

#### 第二学舎地区
- 使用学部：教育学部
- 使用研究科：大学院連合教職実践研究科
- 使用附属施設：環境教育実践センター、学生寮、国際交流センターなど
- 交通アクセス：
  - 近鉄京都線「伏見駅」下車、徒歩約7分。
  - 京阪本線「墨染駅」下車、徒歩約7分。

キャンパス内には京都教育大学附属高等学校のほか、学生寮などが置かれている。

## 附属学校
- 京都教育大学附属京都小中学校
- 京都教育大学附属桃山小学校
- 京都教育大学附属桃山中学校
- 京都教育大学附属高等学校
- 京都教育大学附属特別支援学校
- 京都教育大学附属幼稚園

## 対外関係

### 他大学との協定

#### 国外
- 中国 上海師範大学[11]
- タイ チェンマイ地域総合大学[11]
- タイ チュラロンコン大学教育学部[11]
- 韓国 春川教育大学校[11]
- カナダ ケベック大学モントリオール校[11]
- ドイツ エアランゲン・ニュルンベルク大学人文学部及び神学科群[11]

### 団体等との協定

#### 国内
- 京都府（就職支援協定）[12]
- 京都府立図書館（京都教育大学附属図書館との相互協力協定）[13]
- 京都市子ども若者はぐくみ局（学童クラブ事業における障害のある児童の統合育成対策介助者派遣事業への大学生等の派遣に係る協定）[14]
- 京都市教育委員会（相互の教育の充実・発展に資することを目的とした包括協定、「学生ボランティア」学校サポート事業に関する協定）[14]
- 独立行政法人教職員支援機構（連携協力協定）[15]